# 紀元前522年
紀元前522年（きげんぜん522ねん）は、西暦（ローマ暦）による年。紀元前1世紀の共和政ローマ末期以降の古代ローマにおいては、ローマ建国紀元232年として知られていた。紀年法として西暦（キリスト紀元）がヨーロッパで広く普及した中世時代初期以降、この年は紀元前522年と表記されるのが一般的となった。

## 他の紀年法
- 干支 : 己卯
- 日本
  - 皇紀139年
  - 安寧天皇27年
- 中国
  - 周 - 景王23年
  - 魯 - 昭公20年
  - 斉 - 景公26年
  - 晋 - 頃公4年
  - 秦 - 哀公15年
  - 楚 - 平王7年
  - 宋 - 元公10年
  - 衛 - 霊公13年
  - 陳 - 恵公12年
  - 蔡 - 平侯9年
  - 曹 - 悼公2年
  - 鄭 - 定公8年
  - 燕 - 平公2年
  - 呉 - 呉王僚5年
- 朝鮮
  - 檀紀1812年
- ベトナム :
- 仏滅紀元 : 23年
- ユダヤ暦 : 3239年 - 3240年

## できごと

### オリエント
- アケメネス朝ペルシアの王カンビュセス2世がエジプトからの帰路で死亡。王位継承の混乱が生じ、スメルディス（偽王）が即位する。
  - ダレイオス1世がスメルディスを討伐して王位を奪取する（ - 紀元前486年）。ダレイオス1世は自らの即位を正当化するために、ベヒストゥン碑文を残した。

### 中国
- 曹の公孫会が宋に亡命した。
- 楚の費無忌が太子建のことを平王に讒言した。建は宋に亡命し、伍奢が殺害された。伍子胥が呉に亡命した。
- 宋の華亥・向寧・華定が陳に亡命した。
- 衛の斉豹・公子朝らが反乱を起こし、霊公の兄の公孟縶が殺害された。
- 宋の公子城・公孫忌や楚の太子建らが鄭に亡命した。

## 死去
- カンビュセス2世
- 伍奢 - 楚の臣
- 子産 - 鄭の政治家